# Hitra cesta H1
Die Hitra cesta H1 (slowenisch für ,Schnellstraße H1‘) war eine zweispurige Kraftfahrstraße, die vom  Karawankentunnel bis zur kroatischen Grenze führte.

## Geschichtliches
In jugoslawischer Zeit war die spätere H1 die wichtigste Verkehrsverbindung Sloweniens und Teil des quer durch Jugoslawien führenden Autoput Bratstvo i jedinstvo. Die Strecke war bis zum beginnenden Ausbau der A2 eine Fernverkehrsstraße und führte durchgehend von Jesenice bis zur Grenze zur Sozialistischen Republik Kroatien.
Mit der Eröffnung der parallel verlaufenden Teilstücke der A2 wurde die H1 sukzessive zu einer Regionalstraße zurückgestuft oder direkt als Trasse für die Autobahn benutzt.
Die Strecke war zweispurig und ohne Pannenstreifen. Früher waren in der Urlaubszeit lange Staus auf dieser Strecke die Regel. Die H1 galt außerdem, besonders zwischen Ljubljana und der kroatischen Grenze, als eine der gefährlichsten Straßen Sloweniens. Hier geschahen zwischen 2004 und 2010 550 Unfälle mit 39 Toten. Am 30. Juni 2010 wurde der letzte verbliebene Abschnitt zwischen Trebnje und Hrastje durch die A2 ersetzt.